# Лезбофобија
Лезбофобија представља облик дискриминације жена које воле жене, које бирају жене за своје емотивне и еротске партнерке. Термин лебофобија описује презир, препреке, насиље над женама којим су лезбијке - непослушне цивилизацији кажњене, јер не служе емотивно и еротски мушкарцима и од њих не зависе.
Да би преживеле у свету који је, у основи, непријатељски према лезбијкама, бисексуалним и транс женама, лезбијке саме у себи имају разне емотивне реакције неприхватања себе, самокажњавања, презира према самима њима и сличне облике страха од самих себе. То се зове интернализована лезбофобија. Да би разумеле жене које воле, партнерке или другарице, важно је да имају свест о себи и да знају да свака од њих, а то значи и оне саме, имају у себи неке облике самопрезира и неприхватања да је њихова лезбијска жудња исправна, добра за њих и лепа. И оне су преживеле неке врсте насиља и оне живе у свету који их не прихвата, дакле деле исте друштвене услове као и жене које воле, мање или више.